# Serie A (Italia) 1955-56
La Serie A 1955–56 fue la 54.ª edición del campeonato de fútbol de más alto nivel en Italia y la 24ª bajo el formato de grupo único. Fiorentina ganó su primer scudetto.

## Equipos participantes
| Equipo            | Ciudad        | Estadio                  |
| ----------------- | ------------- | ------------------------ |
| Atalanta          | Bérgamo       | Comunale (Bérgamo)       |
| Bologna           | Bolonia       | Comunale (Bolonia)       |
| Fiorentina        | Florencia     | Comunale (Florencia)     |
| Genoa             | Génova        | Luigi Ferraris           |
| Internazionale    | Milán         | San Siro                 |
| Juventus          | Turín         | Comunale (Turín)         |
| Lanerossi Vicenza | Vicenza       | Romeo Menti              |
| Lazio             | Roma          | Olímpico de Roma         |
| Milan             | Milán         | San Siro                 |
| Napoli            | Nápoles       | Della Liberazione        |
| Novara            | Novara        | Comunale (Novara)        |
| Padova            | Padua         | Silvio Appiani           |
| Pro Patria        | Busto Arsizio | Comunale (Busto Arsizio) |
| Roma              | Roma          | Olímpico de Roma         |
| S.P.A.L.          | Ferrara       | Comunale (Ferrara)       |
| Sampdoria         | Génova        | Luigi Ferraris           |
| Torino            | Turín         | Filadelfia               |
| Triestina         | Trieste       | Comunale (Trieste)       |

## Clasificación
| Pos. | Equipo            | Pts. | PJ | G  | E  | P  | GF | GC | Dif. | Clasificación                                |
| ---- | ----------------- | ---- | -- | -- | -- | -- | -- | -- | ---- | -------------------------------------------- |
| 1    | Fiorentina (C)    | 53   | 34 | 20 | 13 | 1  | 59 | 20 | +39  | Clasificado a la Copa de Campeones de Europa |
| 2    | Milan             | 41   | 34 | 16 | 9  | 9  | 70 | 48 | +22  | Clasificado a la Copa Latina                 |
| 3    | Internazionale    | 39   | 34 | 16 | 7  | 11 | 57 | 36 | +21  | Clasificado a la Copa de Ferias              |
| 4    | Lazio             | 39   | 34 | 14 | 11 | 9  | 54 | 46 | +8   |                                              |
| 5    | Bologna           | 37   | 34 | 15 | 7  | 12 | 68 | 52 | +16  |                                              |
| 6    | Roma              | 35   | 34 | 11 | 13 | 10 | 43 | 40 | +3   |                                              |
| 7    | Sampdoria         | 35   | 34 | 12 | 11 | 11 | 51 | 54 | −3   |                                              |
| 8    | Padova            | 34   | 34 | 14 | 6  | 14 | 41 | 43 | −2   |                                              |
| 9    | S.P.A.L.          | 33   | 34 | 10 | 13 | 11 | 40 | 39 | +1   |                                              |
| 10   | Genoa             | 33   | 34 | 12 | 9  | 13 | 50 | 52 | −2   |                                              |
| 11   | Torino            | 33   | 34 | 12 | 9  | 13 | 43 | 45 | −2   |                                              |
| 12   | Juventus          | 33   | 34 | 8  | 17 | 9  | 32 | 37 | −5   |                                              |
| 13   | Lanerossi Vicenza | 33   | 34 | 10 | 13 | 11 | 31 | 40 | −9   |                                              |
| 14   | Napoli            | 32   | 34 | 10 | 12 | 12 | 46 | 49 | −3   |                                              |
| 15   | Atalanta          | 31   | 34 | 11 | 9  | 14 | 50 | 55 | −5   |                                              |
| 16   | Triestina         | 30   | 34 | 10 | 10 | 14 | 27 | 44 | −17  |                                              |
| 17   | Novara (D)        | 26   | 34 | 8  | 10 | 16 | 45 | 51 | −6   | Descenso a Serie B                           |
| 18   | Pro Patria (D)    | 15   | 34 | 3  | 9  | 22 | 31 | 87 | −56  | Descenso a Serie B                           |

 Fuente: BDFutbol
Notas:
1. ↑  El Milan fue invitado a la Copa Latina 1956 debido a que la Fiorentina declinó participar en ese torneo para enfocarse en la Copa de Campeones de Europa.
2. ↑  El Internazionale continuó participando en la Copa de Ferias debido a que la primera edición del torneo se prolongó durante tres años.

|            |
| Campeón    |
| Fiorentina |
| 1º título  |

## Resultados
| Local \ Visitante | ATA | BOL | FIO | GEN | INT | JUV | LAZ | MIL | NAP | NOV | PAD | PRP | ROM | SPA | SAM | TOR | TRI | VIC |
| ----------------- | --- | --- | --- | --- | --- | --- | --- | --- | --- | --- | --- | --- | --- | --- | --- | --- | --- | --- |
| Atalanta          | —   | 1–0 | 0–0 | 2–2 | 1–1 | 1–1 | 1–1 | 4–3 | 1–2 | 2–1 | 0–2 | 4–1 | 1–1 | 4–3 | 4–1 | 1–2 | 2–0 | 3–0 |
| Bologna           | 1–0 | —   | 0–2 | 4–1 | 2–3 | 0–1 | 0–2 | 2–1 | 3–1 | 3–2 | 3–1 | 6–1 | 1–0 | 2–2 | 5–2 | 6–1 | 3–1 | 1–1 |
| Fiorentina        | 4–1 | 0–0 | —   | 3–1 | 0–0 | 2–0 | 4–1 | 3–0 | 0–0 | 4–2 | 1–0 | 4–1 | 2–0 | 0–0 | 0–0 | 2–0 | 1–0 | 2–0 |
| Genoa             | 2–1 | 2–1 | 3–1 | —   | 4–3 | 0–0 | 3–3 | 3–1 | 3–1 | 2–0 | 0–0 | 3–0 | 3–3 | 1–1 | 2–1 | 3–1 | 1–0 | 2–2 |
| Internazionale    | 1–2 | 0–3 | 1–3 | 3–0 | —   | 0–2 | 2–3 | 2–1 | 3–0 | 2–0 | 0–1 | 4–0 | 1–1 | 3–1 | 7–1 | 1–0 | 0–0 | 1–0 |
| Juventus          | 2–1 | 2–2 | 0–4 | 1–0 | 1–0 | —   | 1–0 | 0–0 | 0–1 | 2–2 | 3–0 | 3–1 | 0–0 | 2–2 | 2–2 | 0–2 | 0–1 | 0–0 |
| Lazio             | 2–2 | 2–2 | 2–2 | 2–0 | 2–2 | 2–0 | —   | 2–3 | 1–1 | 2–0 | 3–1 | 2–0 | 1–0 | 3–0 | 1–2 | 0–1 | 1–1 | 1–3 |
| Milan             | 4–1 | 3–0 | 0–2 | 3–2 | 1–2 | 3–1 | 1–3 | —   | 0–0 | 4–2 | 4–1 | 3–3 | 4–1 | 2–0 | 6–1 | 3–1 | 1–0 | 0–0 |
| Napoli            | 0–3 | 3–3 | 2–4 | 2–1 | 0–2 | 1–1 | 1–2 | 2–0 | —   | 0–2 | 1–0 | 8–1 | 1–1 | 2–2 | 3–1 | 2–2 | 3–2 | 0–0 |
| Novara            | 2–1 | 2–0 | 1–1 | 1–2 | 2–2 | 0–0 | 6–2 | 3–4 | 1–0 | —   | 3–0 | 2–1 | 2–2 | 1–1 | 1–2 | 1–2 | 0–1 | 2–0 |
| Padova            | 5–1 | 3–1 | 0–1 | 2–1 | 1–0 | 1–1 | 1–2 | 1–5 | 1–1 | 2–1 | —   | 2–1 | 2–0 | 0–0 | 1–3 | 2–0 | 4–0 | 3–1 |
| Pro Patria        | 2–0 | 2–2 | 2–2 | 1–0 | 0–4 | 2–2 | 1–2 | 1–1 | 0–0 | 0–0 | 0–2 | —   | 3–5 | 1–2 | 2–0 | 1–1 | 1–4 | 0–1 |
| Roma              | 3–2 | 2–0 | 1–1 | 2–0 | 1–0 | 1–1 | 0–0 | 0–0 | 2–1 | 2–1 | 1–1 | 1–0 | —   | 1–1 | 1–2 | 2–1 | 4–1 | 4–1 |
| S.P.A.L.          | 0–0 | 2–1 | 0–1 | 1–0 | 0–1 | 0–0 | 1–0 | 0–0 | 1–2 | 2–0 | 2–0 | 2–1 | 1–0 | —   | 1–1 | 1–2 | 4–0 | 5–0 |
| Sampdoria         | 4–0 | 2–5 | 0–0 | 0–0 | 3–2 | 2–0 | 1–1 | 2–2 | 3–0 | 1–1 | 0–1 | 7–0 | 1–0 | 3–1 | —   | 0–0 | 1–0 | 1–3 |
| Torino            | 1–3 | 1–0 | 0–1 | 2–2 | 0–2 | 0–0 | 2–2 | 1–1 | 1–4 | 2–1 | 2–0 | 6–0 | 2–1 | 0–0 | 2–1 | —   | 5–0 | 0–0 |
| Triestina         | 0–0 | 1–3 | 1–1 | 2–0 | 0–0 | 1–1 | 1–0 | 1–3 | 2–1 | 0–0 | 1–0 | 1–0 | 0–0 | 3–1 | 0–0 | 1–0 | —   | 0–2 |
| Lanerossi Vicenza | 1–0 | 2–3 | 1–1 | 2–1 | 0–2 | 3–2 | 0–1 | 1–3 | 0–0 | 0–0 | 0–0 | 1–1 | 2–0 | 2–0 | 0–0 | 1–0 | 1–1 | —   |